# Annegret Kroniger
Annegret Kroniger (Bochum, 24 september 1952) is een atlete uit Duitsland.
Op de Olympische Zomerspelen van München in 1972 liep Kroniger de 200 meter en met het West-Duitse estafette-team de 4x100 meter estafette.
Vier jaar later, op de Olympische Zomerspelen van Montreal in 1976 liep ze deze afstanden weer, toen behaalde het estafette-team een zilveren medaille.

## Privé
Kroniger was in 1977 getrouwd, en weer gescheiden, van hoogspringer Walter Boller.